# Orka då
Orka då är ett album från 2006 av Emil Jensen.

## Låtlista
1. Maj förra året
2. Spelar roll
3. Inte vackrast i världen
4. Jorden runt i motvind
5. Syster
6. Jag har vaknat i naturen utan att ha en aning om var jag är
7. Sudditjuven
8. Hur lyckliga kan vi bli
9. Tror du det?
10. Sländornas dag